# Super Bowl XI
Match précédent Match suivant
Le Super Bowl XI est l'ultime partie de la saison NFL 1976 de football américain (NFL). Le match a eu lieu le 9 janvier 1977 au Rose Bowl Stadium de la Pasadena, Californie.
Malheureuses victimes des Packers lors du Super Bowl II, les Oakland Raiders remportent ici le premier trophée Vince Lombardi de leur histoire en s'imposant 32-14 face aux Minnesota Vikings.
Le wide receiver des Raiders Fred Biletnikoff a été nommé meilleur joueur du match, après avoir capté trois touchdowns et couvert 79 yards. De tous les receveurs nommés MVP du Super Bowl, il est le seul à avoir engrangé moins de 100 yards à la réception.

## Déroulement du match
| Score             | Q1 | Q2 | Q3 | Q4 | Total |
| Oakland Raiders   | 0  | 16 | 3  | 13 | 32    |
| Minnesota Vikings | 0  | 0  | 7  | 7  | 14    |